# Расследование Катынского дела в годы перестройки и после распада СССР

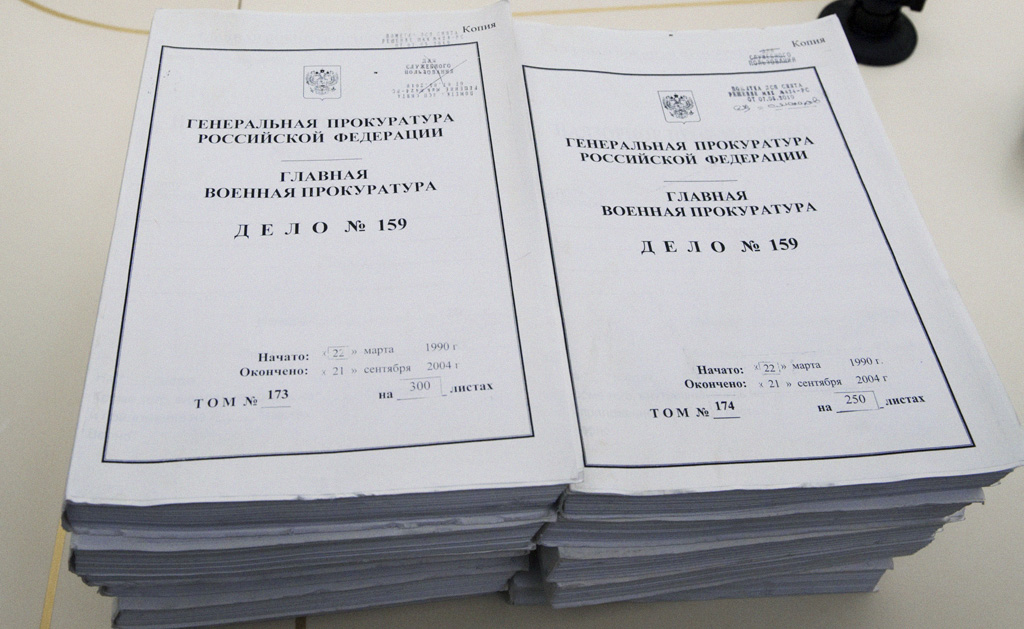
Передача Польше копий материалов о расстреле польских граждан в Катыни

Расследование Катынского дела в годы перестройки и после распада СССР — расследование убийства польских военнослужащих в Козьих Горах, проведённое в 1990—2004 годах властями СССР и России.

## Уголовное дело № 159. Расследование Главной военной прокуратуры СССР
27 сентября 1990 Главная военная прокуратура приступила к расследованию уголовного дела по факту убийств в Катыни, которое получило порядковый номер 159.
В ходе расследования были подтверждены и детализированы предварительные выводы, которые озвучил в мае 1991 г. Генеральный прокурор СССР Николай Трубин:

Собранные материалы позволяют сделать предварительный вывод о том, что польские военнопленные могли быть расстреляны на основании решения Особого совещания при НКВД СССР в течение апреля-мая 1940 года в УНКВД Смоленской, Харьковской и Калининской областей и захоронены соответственно в Катынском лесу под Смоленском, в районе Медное в 32 км от г. Твери и в 6-м квартале лесопарковой зоны г. Харькова.

Несмотря на предварительный вывод генерального прокурора Трубина, что приговоры польским офицерам вынесло Особое совещание, до ноября 1941 года Особое совещание не имело полномочий выносить смертные приговоры. С открытием документов «Особой папки» выяснилось, что приговоры выносила специально созданная тройка НКВД в составе Меркулова, Кобулова и Баштакова.
Расследование, начатое Главной военной прокуратурой СССР, было продолжено Главной военной прокуратурой РФ и велось до конца 2004 г.; в ходе его были допрошены свидетели и участники расправ над поляками. В частности, был допрошен один из участников расстрелов в Твери Д. С. Токарев. Из его показаний объяснилась такая деталь, как наличие немецких пуль. Он рассказал, что руководивший расстрелами В. М. Блохин «привёз с собой целый чемодан немецких „вальтеров“. Оказазалось, что эти пистолеты быстро изнашиваются.».
Согласно заявлению Главного военного прокурора РФ Александра Савенкова, «в рамках расследования были установлены и допрошены более 900 свидетелей, проведены более 18 экспертиз, в рамках которых исследованы более тысячи объектов. Эксгумировано более 200 тел».

### Дискуссия о Катыни в СССР
После 1988 г. количество статей, в которых опровергалась официальная версия и приводились новые архивные данные, свидетельствующие о советской ответственности за расстрел, становилось всё более и более значительным
Вот некоторые из этих статей, а затем и книг:
- Акуличев А., Памятных А. Катынь: подтвердить или опровергнуть //Московские Новости № 21 от 21 мая 1989 г.;
- Жаворонков Г. Тайны Катынского леса: о расстреле польских офицеров и тысяч советских граждан // Московские новости. 1989. № 12;
- Парсаданова В., Зоря Ю. Катынь // Новое время. 1990. № 16;
- Парсаданова В. К истории Катынского дела // Новая и новейшая история. 1990.№ 3;
- Зоря Ю. Н., Прокопенко A.C. Нюрнбергский бумеранг // Военно-исторический журнал. 1990. № 6;
- Лебедева Н. С. О трагедии в Катыни // Международная жизнь. 1990. № 5;
- Лебедева Н. С. Катынская трагедия // Московские новости, 1990. № 12;
- Лебедева Н. С. И ещё раз о Катыни // Московские новости. 1990. № 18;
- Лебедева Н. С. Катынские голоса // Новый мир. 1990. № 2
- Жаворонков Г. О чём молчит Катынский лес? // Московские новости. 1990. № 3;
- Жаворонков Г. Тайна чёрной дороги // Московские новости. 1990. № 24;
- Абаринов, В. Катынский лабиринт. М., 1991

и др.
В свою очередь, редакция Военно-исторического журнала (орган Минобороны СССР) начиная № 11 за 1990 г. в рубрике «Бабий Яр под Катынью» стала публиковать статьи и документы в поддержку официальной советской версии:
- «Справка о результатах предварительного расследования так называемого „Катынского дела“» ВИЖ № 11, 1990 и № 4, 1991
- «Директивы Геббельса» ВИЖ № 12, 1990
- «Показания военнопленных солдат-поляков» ВИЖ № 12, 1990
- Ромуальд Святек «Катынский лес» ВИЖ № 7, № 9 1991

и др.

### Обнародование Пакета № 1
Б. Н. Ельцин получил секретные пакеты Президентского архива лично от Горбачёва при передаче последним власти. 8 месяцев спустя, 24 сентября 1992 года, пакет № 1 был вскрыт, а 14 октября его документы были переданы президенту Польши Леху Валенсе. Во время своего визита в Варшаву в 1993 года Ельцин со словами «простите!» встал на колени перед памятником катынским офицерам на военном кладбище в Варшаве. В Польше возлагали большие надежды на расследование российской ГВП (Главная военная прокуратура РФ), которое, как полагали поляки, расставит все точки над «i», исследует все подробности, назовёт имена всех жертв и всех виновных и даст преступлению квалификацию в соответствии с международным правом.
Копии этих документов были вручены руководителем Росархива Рудольфом Пихоя президенту Польши Леху Валенсе и таким образом обнародованы; одновременно они были переданы в российский журнал «Вопросы истории», где 3 месяца спустя состоялась их публикация. В настоящее время в научной литературе эти документы однозначно признаются подлинными.
Почерковедческая и криминалистическая экспертиза записки Берия и подписей на ней, проведённая Главной военной прокуратурой, также подтвердила её подлинность.

### «Пакет № 1» и «процесс КПСС».

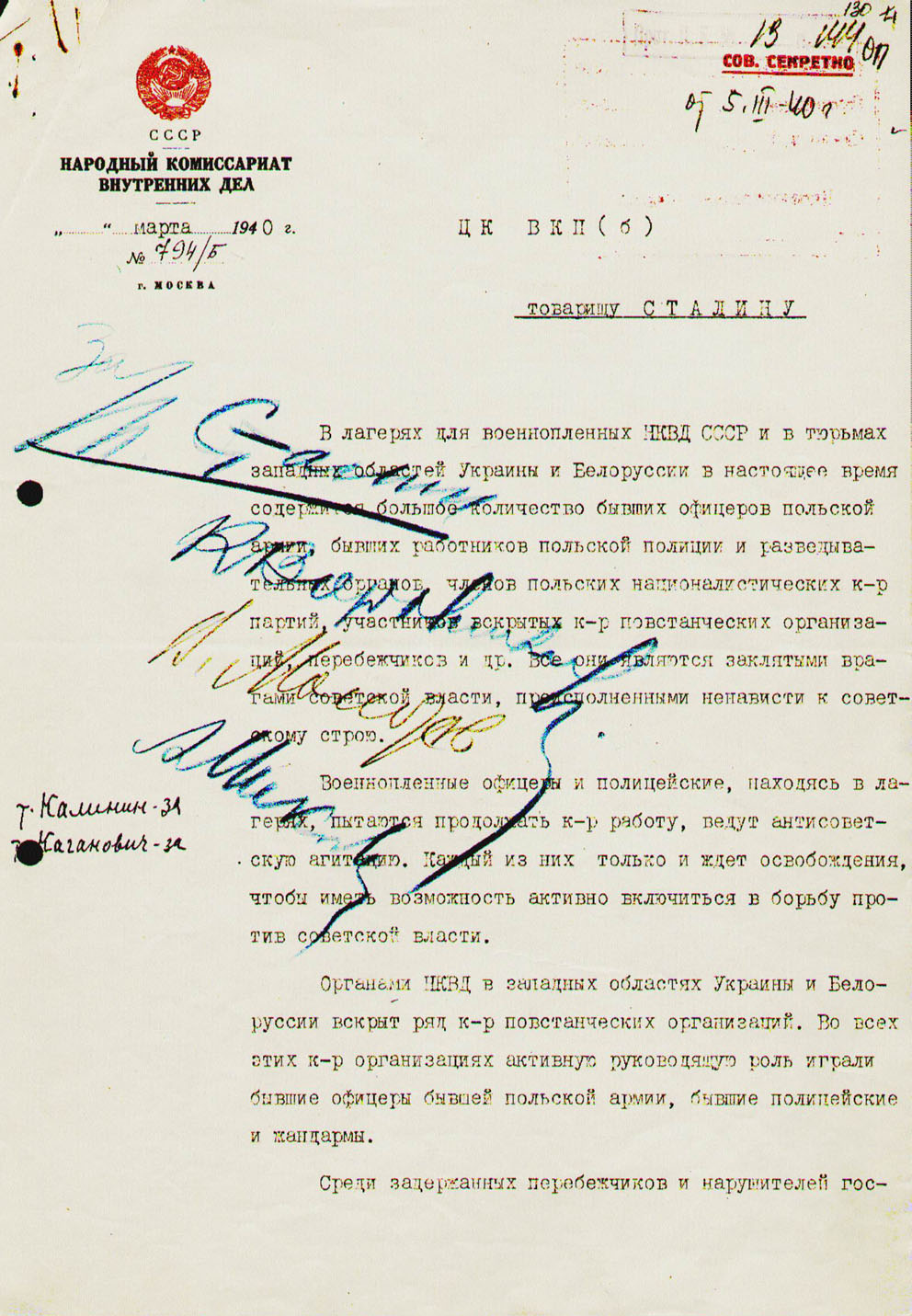
Записка Берии от 5 марта 1940 г.

В то время, когда были обнаружены документы «Пакета № 1», в Конституционном Суде РФ рассматривалось так называемое «Дело КПСС». Немедленно с открытием документов, 16 октября, представители президентской стороны заявили ходатайство об их приобщении к материалам дела.
Предъявление катынских документов явилось неожиданностью для защиты; однако защита в лице Ю. Слободкина и профессора Ф. Рудинского быстро выработала линию обороны. Прежде всего, она усомнилась в подлинности документов, потребовав экспертизы. Так, Слободкин пишет в своих воспоминаниях о записке Берии:

Первоначальную фальшивку [представители президентской стороны] «подкорректировали». Выразилось это в том, что из «„записки“ Берии товарищу Сталину» вытравили указание на число, и цифра «5» провалилась неизвестно куда: было «5 марта 1940 года», а стало «…марта 1940 года». В таком виде «записка» попала в шестой том «Материалов дела о проверке конституционности указов Президента РФ, касающихся деятельности КПСС и КП РСФСР, а также о проверке конституционности КПСС и КП РСФСР».

На деле дата в подлиннике (официальном документе министерства) не проставлена, но в верхнем правом углу, среди пометок архивиста, находится надпись: «От 5/III-40 г.», причём это — не дата составления записки или её поступления в Политбюро, а дата принятия решения по ней. По словам авторов книги "подлинность записки была доказана проведёнными по заказу ГВП графологической и криминалистической экспертизами".
Далее, защита доказывала, что преступление и его укрывательство совершала не ВКП(б) — КПСС, а Сталин, Берия и т. д., действия которых должны оцениваться на основе Уголовного кодекса. Никто из участников процесса не обладал достаточным количеством специальных знаний, чтобы выступить экспертом по этому вопросу. Отсутствовали также данные юридического анализа и криминалистической оценки катынского преступления. Защита требовала привлечения в качестве свидетелей Горбачёва, Шелепина и других партийно-государственных деятелей, затребования из Главной военной прокуратуры окончательных материалов расследования. С правовой точки зрения для этого были все основания, однако, катынская линия «дела КПСС» заглохла. Материалы были приобщены к делу, но в постановлении и особых мнениях не фигурируют, с окончательным вердиктом непосредственно не связаны.

## Закрытие расследования ГВП и реакция Польши
21 сентября 2004 года ГВП объявила о прекращении катынского дела.
Как заявил в марте 2005 года Главный военный прокурор России Александр Савенков, расследование в отношении тех лиц (высокопоставленных должностных лиц СССР), которые были признаны виновными, прекращено в связи с их смертью. Из 183 томов дела, полякам может быть передано только 67, так как остальные 116, по словам военного прокурора, содержат государственную тайну. Как заявил на пресс-конференции Савенков, «в ходе предварительного следствия по инициативе польской стороны проверялась версия о геноциде, и моё твёрдое утверждение — говорить об этом правовом явлении нет никаких оснований. Нет и не было геноцида польского народа в тех действиях, которые исследованы в рамках этого дела». Кроме того Савенков заявил:

По данным, полученным в ходе расследования, в том числе и от украинских, белорусских и польских коллег, всего на территории бывшего СССР содержались 14542 человека. Установлена гибель 1803, из которых 22 идентифицированы

Вопрос о реабилитации расстрелянных граждан Польше передавался на дальнейшее рассмотрение.

После закрытия катынского дела, в декабре 2004 года, в Польше было объявлено о начале прокурорского расследования массового убийства польских граждан, совершённого в Советском Союзе в марте 1940 года. Возглавляет расследование профессор Леон Керес, руководитель «Института национальной памяти» (ИНП) (пол. Instytut Pamięci Narodowej) — Комиссии по расследованию преступлений против польского народа, неправительственной, но обладающей большими полномочиями организации, созданной в 1998 г. для расследования нацистских и коммунистических преступлений.
Как говорят представители ИНП, цель предстоящего расследования — выяснить, кто отдал приказ о казни, фамилии палачей, а также дать правовую оценку деяниям сталинского режима.
К расследованию «Катынского дела» наряду с представителями Института национальной памяти привлечены 16 следователей польской прокуратуры. Следователи намерены допросить более 10 тысяч человек — родственников и потомков погибших в Катыни поляков.
Решение о проведении собственного расследования было принято в ИНП по просьбе Ассоциации родственников жертв Катыни. Как говорят представители ИНП, до последнего момента они ожидали результатов работы российской Главной военной прокуратуры (ГВП), которая почти 14 лет занималась «Катынским делом».
По словам директора ИНП Леона Кереса, расстрелы польских офицеров следует считать военным преступлением, так как Советский Союз нарушил международные конвенции об обращении с военнопленными. Кроме того, он полагает, что масштабы расправы позволяют характеризовать действия советских властей как геноцид.
Ранее Институт национальной памяти, ведущий своё расследование, договаривался с Главной военной прокуратурой России о том, что ему будут предоставлены все документы; однако ГВП затем отказалась от этих договорённостей. Расследование ИНП имеет целью добиться признания событий в Катыни геноцидом и преступлением против человечества (на такие преступления не распространяется срок давности), а также установить число расстрелянных и общее число виновных. В ИНП считают, что в засекреченных томах содержатся хорошо известные общественности имена причастных к этому делу преступников и тень обвинения может лечь на их родственников.
В марте 2005 года, в ответ на заявление ГВП РФ, польский сейм потребовал признания Катынских событий актом геноцида. Депутаты парламента Польши направили резолюцию в адрес российских властей, в которой потребовали от России «признать убийство польских военнопленных геноцидом».
Официальный текст резолюции был опубликован 23 марта 2005 года польской газетой «Выборча» (пол. Wyborcza):

Мы ожидаем от российского народа и властей Российской Федерации окончательного признания совершённого в Катыни преступления против человечества, как это было сформулировано в ходе Нюрнбергского процесса. Мы также настаиваем на выяснении всех обстоятельств преступления, прежде всего на предоставлении информации о месте захоронения подавляющего большинства убитых офицеров Войска Польского, чьи могилы до сих пор не найдены. Кроме того, мы считаем необходимым предоставление польской стороне фамилий всех виновных — как исполнителей, так и отдававших приказы.

В 2010 году в ответ на запрос, сделанный Европейским судом по правам человека, был представлен меморандум правительства РФ (от 23 марта 2010 г.) по жалобе родственников расстрелянных в котором говорится, что «возбуждение уголовного № 159 дела было незаконным», а заключение комиссии экспертов ГВП «не было признано доказательством по уголовному делу вследствие многочисленных процессуальных нарушений».. В 2011 году данное дело было принято судом к рассмотрению. В 2013 году ЕСПЧ вынес окончательное постановление по делу, решив: что жалоба на нарушение права на жизнь выходит за рамки компетенции суда, что РФ не нарушала в отношении заявителей запрет на бесчеловечное обращение, и что РФ нарушила обязательство представить ЕСПЧ копии истребованных документов.

## Переписка общества «Мемориал» с Главным военным прокурором России А. Савенковым
После опубликования заявления А. Савенкова о результатах следствия по расстрелу в Катыни общество «Мемориал» направило в Военную прокуратуру РФ письмо с просьбой разъяснить ряд вопросов, незатронутых в речи Савенкова
В ответе на это письмо говорилось:

«Расследованием установлено, что в отношении польских граждан, содержавшихся в лагерях НКВД СССР, органами НКВД СССР в установленном УПК РСФСР (1923 г.) порядке расследовались уголовные дела по обвинению в совершении государственных преступлений.

Письмо из Военной прокуратуры обществу Мемориал

В начале марта 1940 г. по результатам расследования уголовные дела переданы на рассмотрение внесудебному органу — «тройке», которая рассмотрела уголовные дела в отношении 14542 польских граждан (на территории РСФСР — 10710 человек, на территории УССР — 3832 человека), признала их виновными в совершении государственных преступлений и приняла решение об их расстреле.
Следствием достоверно установлена гибель в результате исполнения решений «тройки» 1803 польских военнопленных, установлена личность 22 из них.
Действия ряда конкретных высокопоставленных должностных лиц СССР квалифицированы по п. «б» ст. 193-17 УК РСФСР (1926 г.), как превышение власти, имевшее тяжёлые последствия при наличии особо отягчающих обстоятельств. 21.09.2004 г. уголовное дело в их отношении прекращено на основании п. 4 ч. 1 ст. 24 УПК РФ за смертью виновных.
В ходе расследования по делу по инициативе польской стороны тщательно исследовалась и не подтвердилась версия о геноциде польского народа в период рассматриваемых событий весны 1940 года. С учётом изложенного уголовное дело по признакам геноцида прекращено отсутствием события преступления на основании п. 1 ч. 1 ст. 24 УПК РФ.
Действия должностных лиц НКВД СССР в отношении польских граждан основывались на уголовно-правовом мотиве и не имели целью уничтожить какую-либо демографическую группу.

Уголовное дело состоит из 183 томов. В соответствии с Законом РФ «О государственной тайне» признано, что в 36 томах «Катынского» уголовного дела подшиты документы, в том числе постановление о прекращении уголовного дела от 21 сентября 2004 г., содержащие сведения, составляющие государственную тайну, и имеют гриф «секретно» и «совершенно секретно» Кроме того, 80 томов указанного уголовного дела по заключению Комиссии включают документы, содержащие конфиденциальную и служебную информацию ограниченного распространения, и на них поставлена пометка «Для служебного пользования», 67 томов уголовного дела документов с указанными грифами не имеют.»
21 апреля 2006 родственники жертв Катынского расстрела подали иск в Страсбургский суд по правам человека против России. Об этом было объявлено на пресс-конференции в Институте национальной памяти. В этом иске они требуют, чтобы Россия признала свою юридическую ответственность за Катынский расстрел, согласилась с его квалификацией как акта геноцида и принесла извинения в третий раз.

## Случайные раскопки и реакция советских властей
В 2009 году Службой безопасности Украины были рассекречены документы УКБ СССР, посвящённые случайным раскопкам могил школьниками в 1969 году. В них делается вывод: «Установлено, что в указанном месте в 1940 году УНКВД по Харьковской области было захоронено значительное количество (несколько тысяч) расстрелянных офицеров и генералов буржуазной Польши, останки которых и обнаружены детьми при случайных обстоятельствах.» Украинский КГБ предлагает: «Считаем целесообразным разъяснить населению в окружении, что в период оккупации немцами Харькова карательные органы Германии в указанном месте производили захоронения без почестей расстрелянных за дезертирство и другие преступления солдат и офицеров немецкой и союзных с ними армий. Одновременно в этом же месте захоронены немцами умирающие от различных опасных инфекционных заболеваний (тиф, холера, сифилитики и т. п.), а поэтому указанное захоронение должно быть признано органами здравоохранения опасным для посещения.»